# Краенка
Краенка (пол. Krajenka, нем. Krojanke) — город в Польше, входит в Великопольское воеводство, Злотувский повят. Имеет статус городско-сельской гмины. Занимает площадь 3,77 км². Население — 3804 человека (на 2006 год).

## Фотографии

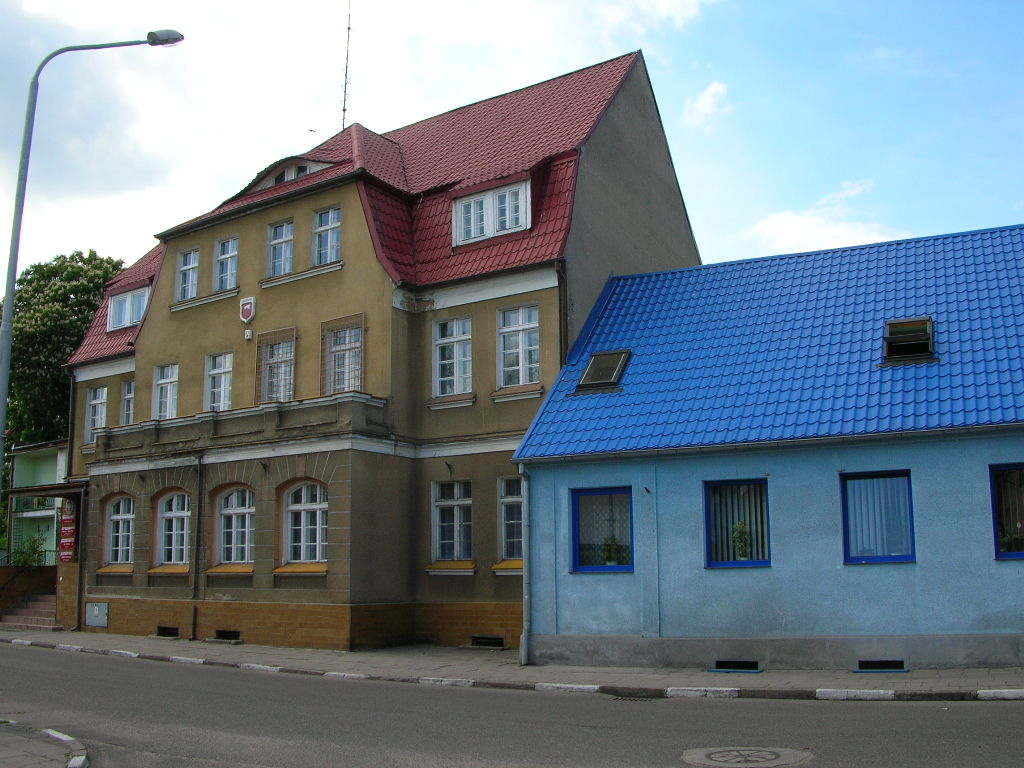
Ратуша
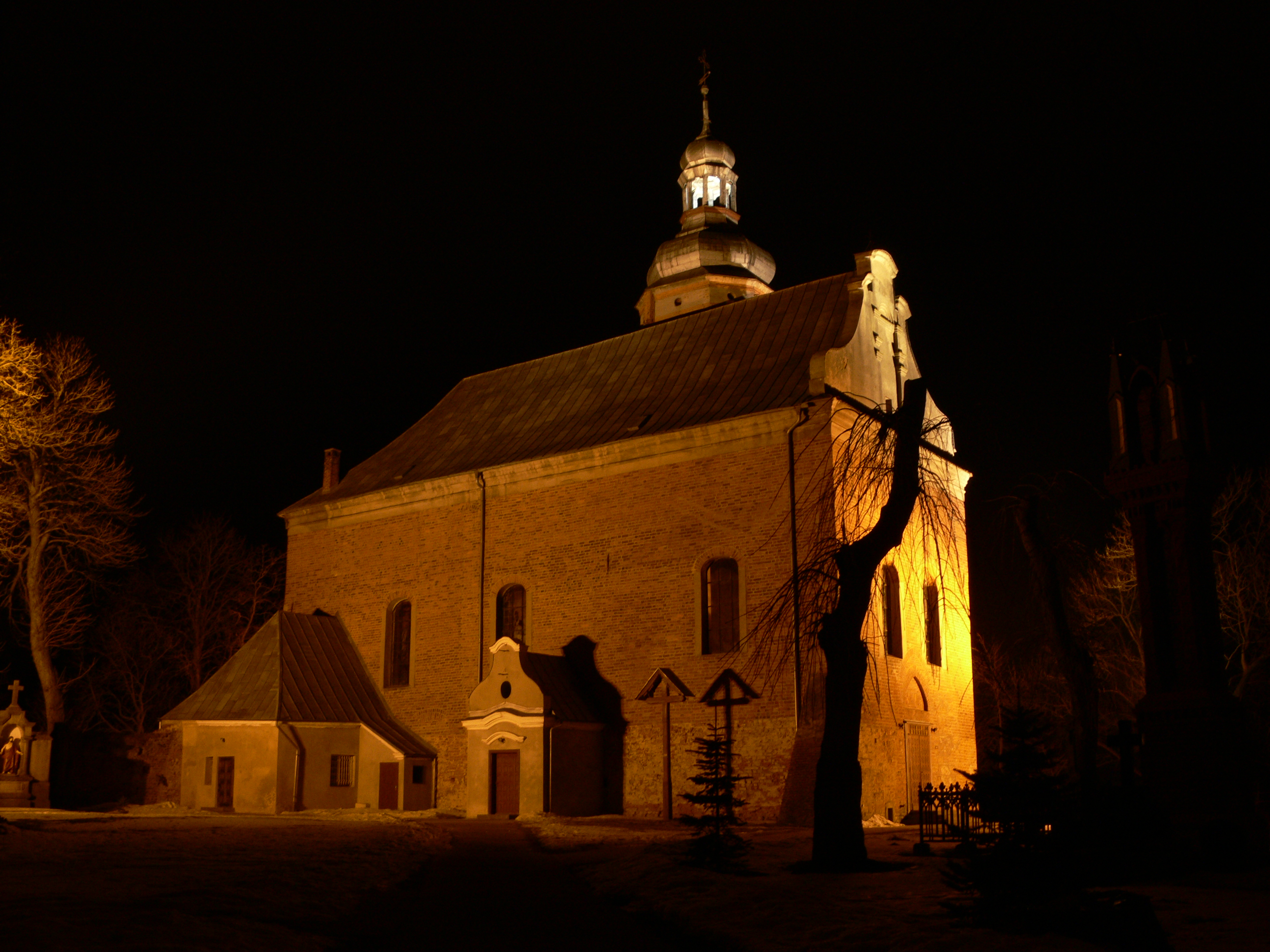
Костёл
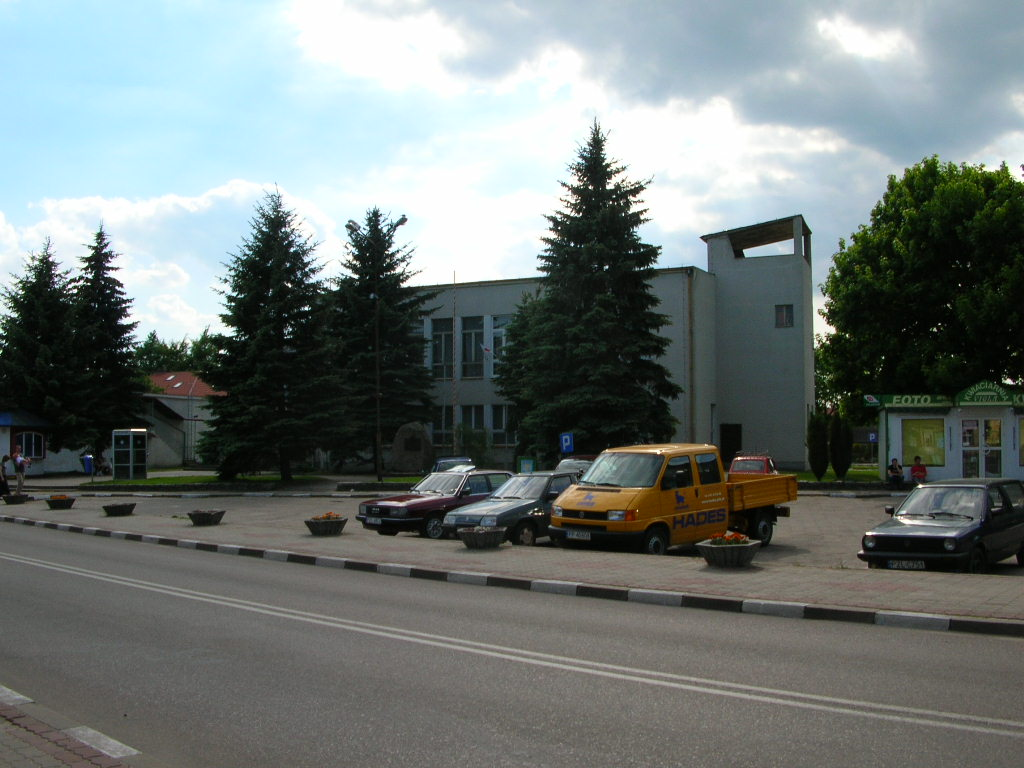
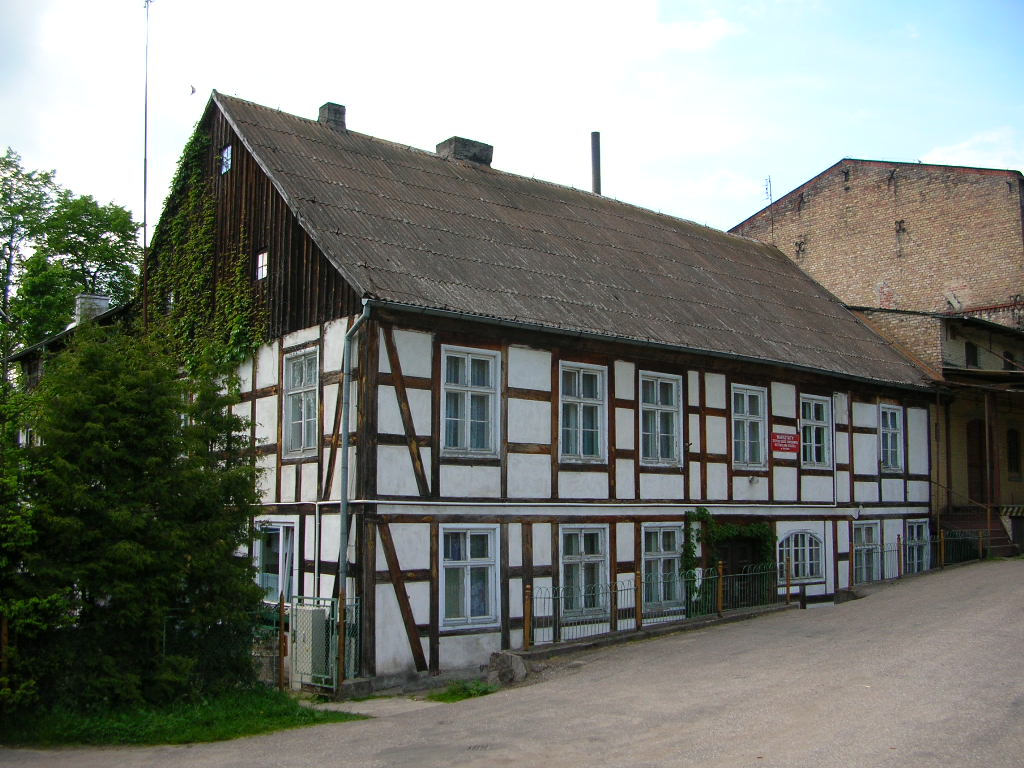